# Pont-tunnel

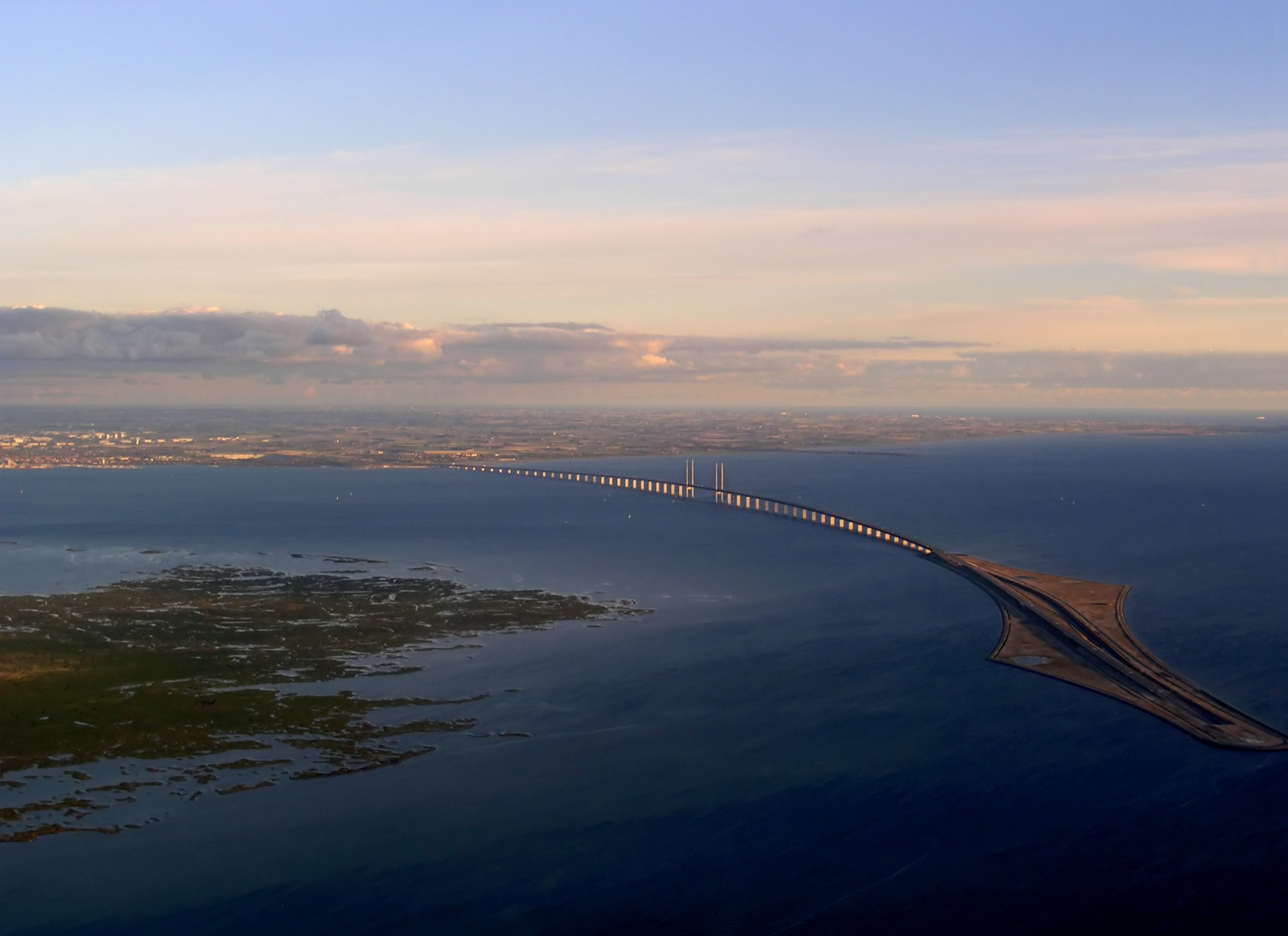
Le pont-tunnel de l'Øresund

Un pont-tunnel est un ouvrage d'art combinant un ou plusieurs ponts avec un ou plusieurs tunnels sous-marins afin de franchir un bras de mer.

## Exemples de ponts-tunnels
- Pont-tunnel de Chesapeake Bay
- Pont-tunnel Louis-Hippolyte-La Fontaine
- Pont nord de Chongming
- Øresundsbron
- Tokyo Wan Aqua-Line